# Giovanni Guidi
Pour les articles homonymes, voir Guidi.
Giovanni Guidi est un musicien de jazz né en 1985 à Foligno, Italie.

## Albums
- 2008 : The House behind This
- 2009 : The Unknown Rebel Band
- 2011 : Don't live there anymore
- 2013 : City of Broken Dreams
- 2015 : This is the day, ECM/Universal[1]
- 2016 : Ida Lupino, ECM/Universal[2].
- 2019 : Avec Le Temps, ECM/Universal